# Gare de Calonne-Ricouart
La gare de Calonne-Ricouart est une gare ferroviaire française de la ligne de Fives à Abbeville, située sur le territoire de la commune de Calonne-Ricouart, dans le département du Pas-de-Calais, en région Hauts-de-France.
C'est une gare de la Société nationale des chemins de fer français (SNCF), desservie par des trains TER Hauts-de-France.

## Situation ferroviaire
Établie à 64 mètres d'altitude, la gare de Calonne-Ricouart est située au point kilométrique (PK) 54,511 de la ligne de Fives à Abbeville, entre les gares ouvertes de Vis-à-Marles et de Pernes - Camblain.

## Service des voyageurs

### Accueil
Gare SNCF, Elle dispose d'un bâtiment voyageurs, avec guichet, ouvert du lundi au vendredi et fermé les samedis, dimanches et jours fériés. Elle est équipée d'automates pour l'achat de titres de transport.

### Desserte
Calonne-Ricouart est desservie par des trains TER Hauts-de-France qui effectuent des missions entre les gares de Lille-Flandres, ou de Béthune et de Saint-Pol-sur-Ternoise, ou de Boulogne-Ville.

### Intermodalité
Un parking pour les véhicules y est aménagé.
Une ligne de bus à haut niveau de service (la ligne B6) dessert la gare depuis 2019.